# Komora minowa

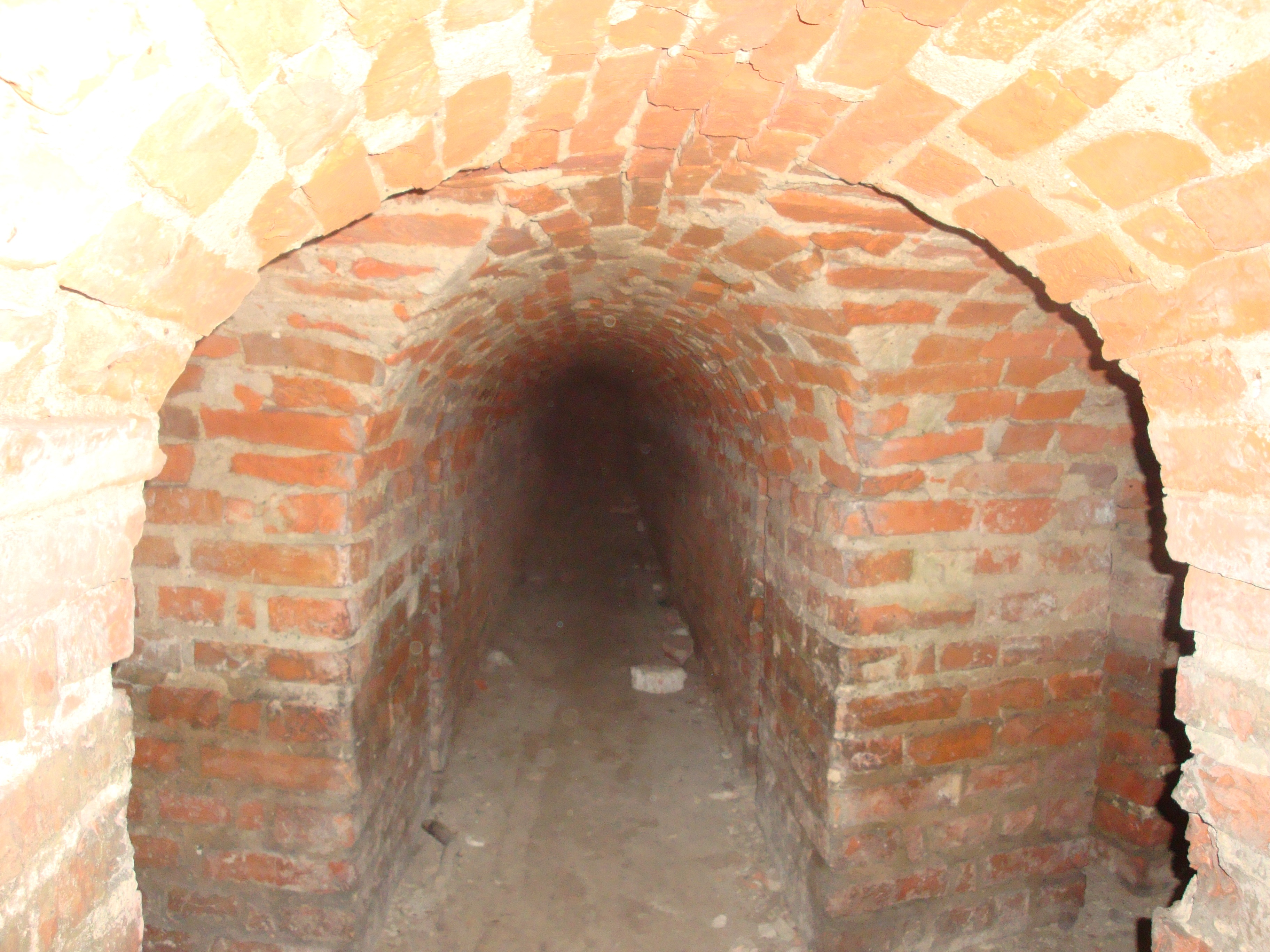
Komora minowa pod cytadelą w Grudziądzu. Przygotowana zawczasu do ewentualnego wysadzenia umocnień zdobytych przez oblegających

Komora minowa – pomieszczenie kończące chodnik minowy znajdujące się pod lub w pobliżu elementu fortyfikacji przeznaczonego do zniszczenia. 
Zniszczenie dokonywane było przez detonację ładunków wybuchowych zgromadzonych w komorze (odpalenie miny) lub przez wypalenie drewnianej konstrukcji stemplowania stropu i zawalenie komory.